# Muamer Tanković
Muamer Tanković, född 22 februari 1995 i Hageby, Norrköping, är en svensk fotbollsspelare (anfallare) av bosniskt ursprung som spelar för Pafos.

## Klubblagskarriär
Muamer Tanković debuterade för sin engelska klubb Fulham mot Manchester United den 9 februari 2014.
Under sommaren 2014 skrev Muamer Tanković på för AZ Alkmaar efter att hans kontrakt med Fulham gått ut.
Den 10 augusti 2017 såldes Tanković till Hammarby, där han skrev på ett treårskontrakt. Den 22 augusti 2020 förlängde Tanković sitt kontrakt i klubben med 2,5 år.
Den 5 oktober 2020 skrev Tanković på för AEK Aten och lämnade Hammarby med orden "Jag älskar Hammarby, det är min klubb! Det var inget lätt beslut det här… Min resa går nu vidare till Grekland, men en vacker dag kommer vi ses igen."
Den 21 juli 2022 värvades Tanković på fri transfer av cypriotiska Pafos.

## Landslagskarriär
Efter att spelat flera U17- och U19-landskamper för Sverige och dessutom debuterat i Premier League tidigt 2014 blev Tanković aktuell för A-landslaget. Förutom det svenska A-landslaget var även Bosniens A-landslag möjligt att ansluta till. 
Den 20 februari 2014 blev Tanković för första gången uttagen till Sveriges A-landslag för en vänskapsmatch mot Turkiet den 5 mars.